# Koizumi Junichirō
Koizumi Junichirō (小泉 純一郎 (Tiểu-Tuyền Thuần-Nhất-Lang) sinh ngày 8 tháng 1 năm 1942) là thủ tướng Nhật Bản các nhiệm kỳ 87, 88, và 89 của Nhật Bản từ 2001 đến 2006. Ông được coi là nhà lãnh đạo độc lập của Đảng Dân chủ Tự do (LDP), nổi tiếng về cải cách kinh tế vì quan tâm đến nợ chính phủ của Nhật và việc tư nhân hóa Bưu chính Nhật Bản. Năm 2005, Koizumi dẫn đảng LDP để đạt một trong những đa số bầu cử nghị viện lớn nhất trong lịch sử Nhật Bản hiện đại. Ông là Thủ tướng tại nhiệm lâu thứ 6 trong lịch sử Nhật Bản và cũng là Thủ tướng tại nhiệm lâu thứ 4 của Nhật Bản thời hậu chiến với 1979 ngày.
Được nhiều người coi là một nhà lãnh đạo khác thường của LDP khi được bầu vào vị trí này vào năm 2001, ông được biết đến như một nhà cải cách kinh tế tân tự do, tập trung vào việc giảm nợ chính phủ của Nhật Bản và tư nhân hóa nền kinh tế của nước này. dịch vụ bưu chính. Trong cuộc bầu cử năm 2005, Koizumi đã lãnh đạo LDP giành được một trong những đa số nghị viện lớn nhất trong lịch sử Nhật Bản hiện đại. Ông Koizumi cũng làm những quốc gia khác để ý khi ông gửi Lực lượng Phòng vệ Nhật Bản tới Iraq và khi thăm đền Yasukuni. Vụ thứ hai này gây ra căng thẳng ngoại giao với Trung Quốc và Hàn Quốc. Koizumi từ chức thủ tướng vào năm 2006 sau khi kết thúc nhiệm kỳ Chủ tịch Đảng Dân chủ Tự do.
Mặc dù Koizumi vẫn giữ kín tiếng trong vài năm sau khi rời nhiệm sở, nhưng ông đã trở lại được cả nước chú ý vào năm 2013 với tư cách là người ủng hộ việc từ bỏ Năng lượng hạt nhân tại Nhật Bản, sau thảm họa hạt nhân Fukushima năm 2011, khiến trái ngược với quan điểm ủng hộ hạt nhân được các chính phủ LDP tán thành cả trong và sau nhiệm kỳ của Koizumi.

## Giai đoạn đầu đời
Koizumi là một chính trị gia thế hệ thứ ba của gia đình Koizumi. Cha của ông, Jun'ya Koizumi, là tổng giám đốc của Cục Phòng vệ Nhật Bản (nay là Bộ trưởng Bộ Quốc phòng) và là thành viên của Hạ viện. Ông nội của ông, Koizumi Matajirō, là thủ lĩnh của Koizumi Gumi ở Kanagawa (một nhóm lớn của yakuza), và là Bộ trưởng Bộ Bưu chính Viễn thông dưới thời Thủ tướng Hamaguchi và Wakatsuki.
Sinh ra ở Yokosuka, Kanagawa vào ngày 8 tháng 1 năm 1942, Koizumi được học tại trường trung học Yokosuka. Ông tốt nghiệp Cử nhân Kinh tế tại Đại học Keio. Ông tiếp tục theo học Đại học College London trước khi trở về Nhật Bản vào tháng 8 năm 1969 sau cái chết của cha.
Ông ứng cử vào hạ viện vào tháng 12; tuy nhiên không kiếm đủ số phiếu bầu để thắng cử với tư cách là đại diện của Đảng Dân chủ Tự do (LDP). Năm 1970, ông được thuê làm thư ký cho Takeo Fukuda, lúc đó là Bộ trưởng Bộ Tài chính và được bầu làm Thủ tướng năm 1976.
Trong cuộc tổng tuyển cử vào tháng 12 năm 1972, Koizumi được bầu làm hạ nghị sĩ của quận 11 Kanagawa. Ông gia nhập phe của Fukuda trong LDP. Kể từ đó, ông đã được bầu lại mười lần.

## Hạ nghị viện
Koizumi có được chức vụ cấp cao đầu tiên vào năm 1979 với tư cách là Thứ trưởng Bộ Tài chính của Quốc hội, và chức vụ cấp bộ đầu tiên của ông vào năm 1988 với tư cách là Bộ trưởng Y tế và Phúc lợi dưới thời Thủ tướng Noboru Takeshita và Sōsuke Uno. Ông giữ các chức vụ trong nội các vào năm 1992 (Bộ trưởng Bộ Bưu chính Viễn thông trong nội các Miyazawa) và 1996–1998 (Bộ trưởng Y tế và Phúc lợi trong nội các Hashimoto).
Năm 1994, Koizumi trở thành một phần của phe LDP mới, Shinseiki, bao gồm các nghị sĩ trẻ tuổi và năng động hơn do Taku Yamasaki, Koichi Kato và Koizumi lãnh đạo, một nhóm thường được gọi là "YKK" theo tên nhà sản xuất khóa kéo YKK .
Sau khi Thủ tướng Morihiro Hosokawa từ chức vào năm 1994 và LDP trở lại nắm quyền trong một chính phủ liên minh, Koizumi và Hosokawa đã hợp tác với Shusei Tanaka của Đảng Mới Sakigake trong một cuộc đối thoại chiến lược giữa các đảng phái liên quan đến việc Nhật Bản trở thành thành viên thường trực của Hội đồng Bảo an Liên hợp quốc . Mặc dù ý tưởng này không phổ biến trong LDP và không bao giờ thành hiện thực, Koizumi và Hosokawa vẫn duy trì mối quan hệ hợp tác chặt chẽ giữa các đảng phái, với việc Hosokawa ngầm phục vụ với tư cách là đặc sứ riêng của Koizumi tại Trung Quốc trong thời gian quan hệ Trung-Nhật căng thẳng.
Koizumi đã tranh cử chức chủ tịch của LDP vào tháng 9 năm 1995 và tháng 7 năm 1998, nhưng ông nhận được rất ít  ủng hộ khi để thua Ryutaro Hashimoto và sau đó là Keizō Obuchi, cả hai đều có  được sự ủng hộ rộng rãi hơn trong đảng. Tuy nhiên, sau khi Yamasaki và Kato mất uy tín sau nỗ lực buộc Thủ tướng Yoshirō Mori bỏ phiếu bất tín nhiệm vào năm 2000, Koizumi trở thành thành viên đáng tin cậy cuối cùng còn lại của bộ ba YKK, điều này giúp ông có đòn bẩy đối với cánh có tư tưởng cải cách của đảng.
Ngày 24 tháng 4 năm 2001, Koizumi được bầu làm chủ tịch LDP. Ban đầu, ông được coi là một ứng cử viên bên ngoài chống lại Hashimoto, người đang tranh cử Thủ tướng nhiệm kỳ thứ hai. Tuy nhiên, trong cuộc thăm dò đầu tiên của các tổ chức đảng cấp tỉnh, Koizumi đã giành được 87% so với 11% của đối thủ; trong cuộc bỏ phiếu thứ hai của các thành viên Quốc hội, Koizumi đã giành được 51% so với đến 40% của đối thủ. Ông đã đánh bại Hashimoto với tổng số phiếu bầu cuối cùng là 298 so với 155 của đối thủ.[ Ông được bổ nhiệm làm Thủ tướng Nhật Bản vào ngày 26 tháng 4 và liên minh của ông đã giành được 78 trong số 121 ghế trong cuộc bầu cử Thượng viện vào tháng Bảy.

## Chức thủ tướng

### Chính sách đối nội
Tại Nhật Bản, Koizumi đã thúc đẩy những cách thức mới để hồi sinh nền kinh tế đang suy thoái, nhằm mục đích chống lại các khoản nợ xấu với các ngân hàng thương mại, tư nhân hóa hệ thống tiết kiệm bưu điện và tổ chức lại cấu trúc phe phái của LDP. Ông nói về sự cần thiết của một giai đoạn tái cơ cấu đau đớn để cải thiện tương lai. Để thiết kế các sáng kiến chính sách vào năm 2001, ông đã sử dụng Hội đồng Chính sách Kinh tế và Tài chính mới (Keizai Zaisei Seisaku Tanto Daijin) hay CEFP. CEFP đã ban hành một tài liệu kế hoạch hàng năm, "Các chính sách cơ bản để quản lý và cải cách kinh tế và tài chính". CEFP lên kế hoạch tổ chức lại chính quyền trung ương và định hình chính sách kinh tế với sự hợp tác của các thành viên nội các chủ chốt. Để đối phó với thách thức trì trệ kinh tế, CEFP đã thực hiện một cách tiếp cận tích hợp, một quan điểm kinh tế toàn cầu và thúc đẩy tính minh bạch cao hơn; triết lý của CEFP là tân tự do.
Vào mùa thu năm 2002, Koizumi đã bổ nhiệm nhà kinh tế học và bình luận viên truyền hình thường xuyên của Đại học Keio Heizō Takenaka làm Bộ trưởng Bộ Dịch vụ Tài chính và người đứng đầu Cơ quan Dịch vụ Tài chính (FSA) để khắc phục cuộc khủng hoảng ngân hàng của đất nước. Nợ xấu của các ngân hàng đã được cắt giảm đáng kể với tỷ lệ nợ xấu của các ngân hàng lớn chỉ bằng một nửa so với năm 2001. Nền kinh tế Nhật Bản đã phục hồi chậm nhưng ổn định và thị trường chứng khoán phục hồi mạnh mẽ. Theo Quỹ Tiền tệ Quốc tế và Tổ chức Hợp tác và Phát triển Kinh tế, mức tăng trưởng GDP năm 2004 là một trong những mức cao nhất trong số các quốc gia G7. Takenaka được bổ nhiệm làm Bộ trưởng Cải cách Bưu chính vào năm 2004 để tư nhân hóa Japan Post, nhà điều hành hệ thống Tiết kiệm Bưu điện của đất nước.
Koizumi đã đưa LDP rời khỏi cơ sở nông nghiệp nông thôn truyền thống của mình để hướng tới một trung tâm tân tự do, đô thị hơn, khi dân số Nhật Bản tăng lên ở các thành phố lớn và giảm ở các khu vực ít dân cư hơn, mặc dù theo cách phân chia địa hạt thuần túy hiện tại, các phiếu bầu ở nông thôn ở Nhật Bản vẫn mạnh hơn nhiều lần hơn thành thị. Ngoài việc tư nhân hóa Bưu điện Nhật Bản (mà nhiều người dân nông thôn lo ngại sẽ làm giảm khả năng tiếp cận các dịch vụ cơ bản như ngân hàng), Koizumi cũng làm chậm lại các khoản trợ cấp nặng nề của LDP cho cơ sở hạ tầng và phát triển công nghiệp ở các vùng nông thôn. Những căng thẳng này đã khiến Koizumi trở thành một nhân vật gây tranh cãi nhưng được yêu thích trong chính đảng của ông và trong các cử tri Nhật Bản.

### Chính sách đối ngoại

Koizumi hội kiến thủ tướng Malaysia Mahathir Mohamad vào 21 tháng 5 2002

Mặc dù chính sách đối ngoại của Koizumi tập trung vào quan hệ gần gũi hơn với Hoa Kỳ và chính sách ngoại giao lấy Liên hợp quốc làm trung tâm, được tất cả những người tiền nhiệm của ông áp dụng, nhưng ông đã đi xa hơn, ủng hộ các chính sách của Hoa Kỳ trong Cuộc chiến chống khủng bố. Ông quyết định triển khai Lực lượng Phòng vệ Nhật Bản tới Iraq, đây là nhiệm vụ quân sự đầu tiên tại các vùng chiến sự nước ngoài đang hoạt động kể từ khi kết thúc Thế chiến II. Nhiều nhà bình luận Nhật Bản chỉ ra rằng mối quan hệ thuận lợi giữa Hoa Kỳ và Nhật Bản dựa trên tình bạn cá nhân của Koizumi với Tổng thống Hoa Kỳ George W. Bush. Các quan chức Nhà Trắng mô tả cuộc gặp đầu tiên giữa Koizumi và Bush tại Trại David là "ấm áp lạ thường". Kể từ khi rời nhiệm sở, ông đã bảo vệ quyết định gửi quân Nhật tới Iraq. Trong các vấn đề bắt cóc người Nhật và phát triển hạt nhân của Triều Tiên, Koizumi có thái độ quyết đoán hơn những người tiền nhiệm của mình.

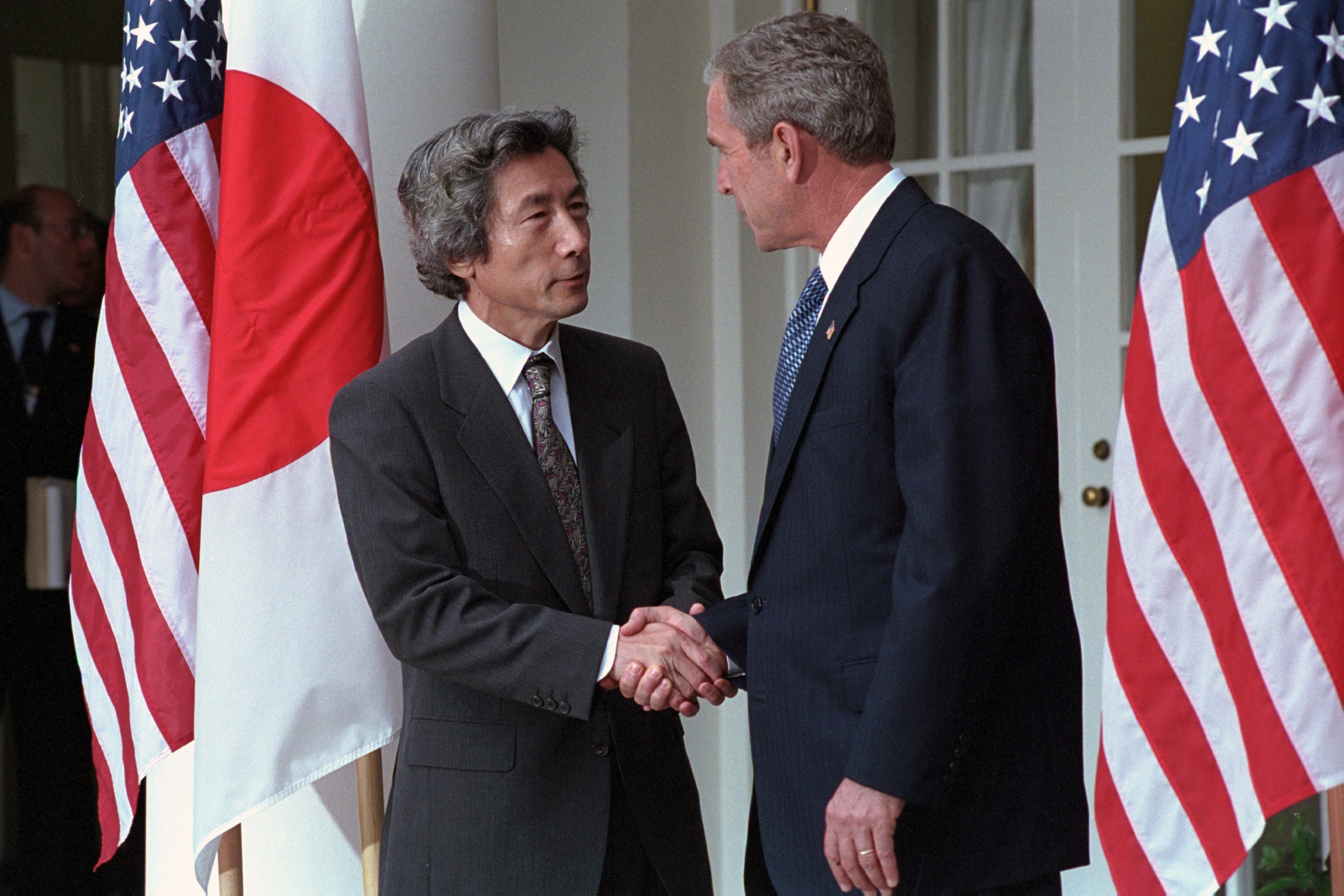
Koizumi hội kiến tổng thống MỹGeorge W. Bush tại nhà trắng vào 25 tháng 9r 2001

#### Chính sách lực lượng phòng vệ
Mặc dù Koizumi ban đầu không vận động về vấn đề cải cách quốc phòng., nhưng ông đã chấp thuận việc mở rộng Lực lượng Phòng vệ Nhật Bản (JSDF) và vào tháng 10 năm 2001, họ được trao phạm vi rộng hơn để hoạt động bên ngoài đất nước. Một số binh lính này đã được phái đến Iraq. Chính phủ của Koizumi cũng đưa ra dự luật nâng cấp Cơ quan Quốc phòng lên thành Bộ; cuối cùng, Cơ quan Phòng vệ trở thành Bộ Quốc phòng Nhật Bản vào ngày 9 tháng 1 năm 2007

#### Viếng thăm đền Yasukuni
Koizumi thường được chú ý vì những chuyến thăm gây tranh cãi tới Đền Yasukuni, bắt đầu từ ngày 13 tháng 8 năm 2001. Ông đã đến thăm ngôi đền sáu lần với tư cách thủ tướng. Bởi vì ngôi đền thờ những người chết trong chiến tranh của Nhật Bản, trong đó có nhiều tội phạm chiến tranh Nhật Bản bị kết án và 14 tội phạm chiến tranh bị hành quyết, những chuyến thăm này đã thu hút sự lên án và phản đối mạnh mẽ từ cả hai nước láng giềng của Nhật Bản, chủ yếu là Trung Quốc và Hàn Quốc, và nhiều công dân Nhật Bản. Người dân Trung Quốc và Hàn Quốc lưu giữ những ký ức cay đắng về cuộc xâm lược và chiếm đóng của Nhật Bản trong nửa đầu thế kỷ 20. Trung Quốc và Hàn Quốc từ chối cử đại diện của họ gặp Koizumi ở Nhật Bản và nước họ. Không có chuyến thăm lẫn nhau giữa các nhà lãnh đạo Trung Quốc và Nhật Bản từ tháng 10 năm 2001, và giữa các nhà lãnh đạo Hàn Quốc và Nhật Bản từ tháng 6 năm 2005. Sự bế tắc chấm dứt khi thủ tướng tiếp theo Abe đến thăm Trung Quốc và Hàn Quốc vào tháng 10 năm 2006.
Tại Trung Quốc, các chuyến thăm đã dẫn đến cuộc bạo loạn chống Nhật lớn. Tổng thống, các đảng cầm quyền và đối lập cũng như phần lớn giới truyền thông Hàn Quốc đã công khai lên án chuyến hành hương của Koizumi. Nhiều người Hàn Quốc hoan nghênh các bài phát biểu chỉ trích Nhật Bản của tổng thống, mặc dù mức độ tín nhiệm của Tổng thống Hàn Quốc Roh Moo-hyun thấp. Khi được hỏi về phản ứng, Koizumi cho biết các bài phát biểu là "dành cho (khán giả) trong nước".

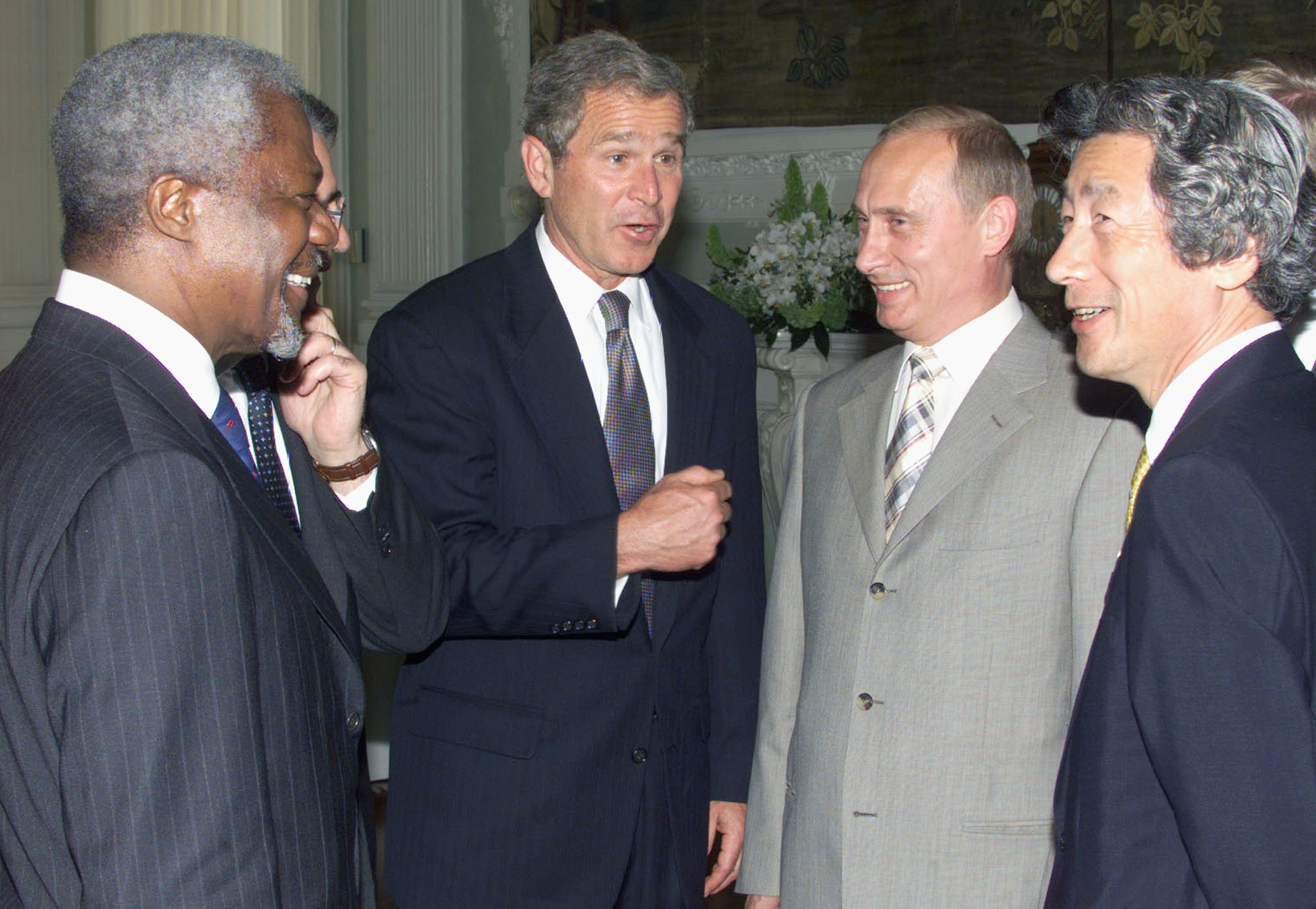
Koizumi với Kofi Annan, George W. Bush và Vladimir Putin, 20 tháng 7 năm 2001

Mặc dù Koizumi đã ký vào sổ du khách của ngôi đền là "Koizumi Juichiro, Thủ tướng Nhật Bản", ông tuyên bố rằng chuyến thăm của ông với tư cách là một công dân bình thường chứ không phải để chứng thực bất kỳ quan điểm chính trị nào. Trung Quốc và Hàn Quốc coi lý do này là chưa đủ. Một số tạp chí và bản tin ở Nhật Bản, chẳng hạn như một tạp chí được xuất bản bởi Kyodo News Agency vào ngày 15 tháng 8 năm 2006, đã đặt câu hỏi về tuyên bố của Koizumi về mục đích riêng tư, khi ông ghi lại vị trí của mình trong sổ lưu bút của ngôi đền với tư cách là thủ tướng. Ông đến thăm ngôi đền hàng năm để thực hiện cam kết trong chiến dịch tranh cử. Chuyến thăm cuối cùng của Koizumi trên cương vị thủ tướng là vào ngày 15 tháng 8 năm 2006, thực hiện cam kết khi tranh cử là tới thăm nhân dịp kỷ niệm Nhật Bản đầu hàng trong Thế chiến thứ hai.
Mười một tháng sau khi từ chức thủ tướng, Koizumi đã đến thăm lại ngôi đền vào ngày 15 tháng 8 năm 2007, để đánh dấu kỷ niệm 62 năm ngày Nhật Bản đầu hàng trong Chiến tranh thế giới thứ hai. Chuyến thăm năm 2007 của ông ít thu hút sự chú ý của giới truyền thông hơn những chuyến thăm trước đó khi ông còn đương chức.

#### Bài phát biểu về Thế chiến thứ hai
Vào ngày 15 tháng 8 năm 2005, nhân kỷ niệm 60 năm kết thúc Thế chiến II, Koizumi công khai tuyên bố rằng "Tôi muốn bày tỏ sự hối hận sâu sắc và lời xin lỗi chân thành" và thề rằng Nhật Bản sẽ không bao giờ đi "con đường chiến tranh" nữa. Bài phát biểu xin lỗi của ông dược nhiều nhà lãnh đạo đón nhận mặc dù trước đó ông Koizumi dã nhiều làn viếng thăm đền Yasukuni.

## Nghỉ hưu
Koizumi tuyên bố rằng ông sẽ từ chức vào năm 2006, theo quy định của LDP, và sẽ không đích thân chọn người kế vị như nhiều thủ tướng LDP đã làm trong quá khứ. Ngày 20 tháng 9 năm 2006, Shinzo Abe được bầu để kế nhiệm Koizumi làm chủ tịch LDP. Abe kế nhiệm Koizumi làm thủ tướng vào ngày 26 tháng 9 năm 2006.
Koizumi vẫn ở trong Quốc hội thông qua chính quyền của Abe và Yasuo Fukuda, nhưng tuyên bố rút lui khỏi chính trường vào ngày 25 tháng 9 năm 2008, ngay sau cuộc bầu cử Taro Aso làm Thủ tướng. Ông vẫn giữ ghế Quốc hội cho đến cuộc tổng tuyển cử tiếp theo, khi con trai ông Shinjiro được bầu vào cùng một ghế đại diện cho quận 11 Kanagawa vào năm 2009. Koizumi ủng hộ Yuriko Koike trong cuộc bầu cử lãnh đạo LDP được tổ chức trước đó vào tháng 9 năm 2008, nhưng Koike chỉ xếp thứ ba.
Kể từ khi rời nhiệm sở thủ tướng, Koizumi đã không đưa ra một yêu cầu trả lời phỏng vấn hay xuất hiện trên truyền hình nào, mặc dù ông đã có những bài phát biểu và tiếp xúc riêng với các nhà báo.

## Hình ảnh

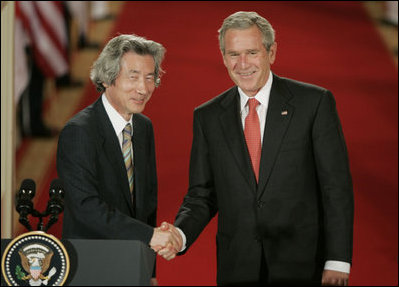
Koizumi và Tổng thống Hoa Kỳ George W. Bush tại Nhà Trắng, 29 tháng 6 năm 2006.
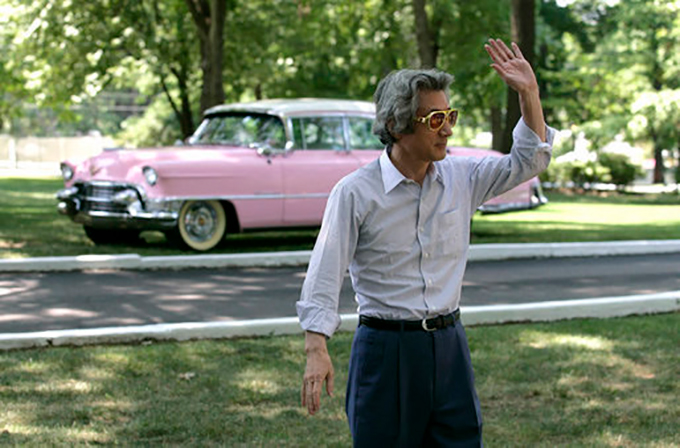
Koizumi tại Graceland, Hoa Kỳ năm 2006.
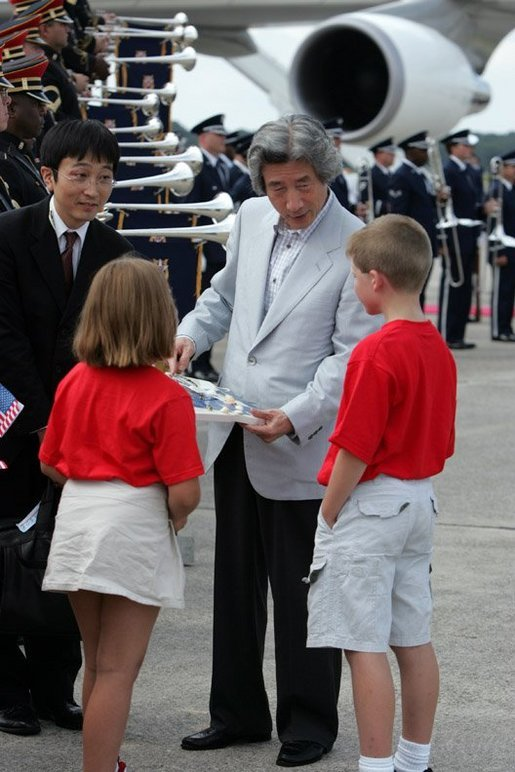
Koizumi gặp trẻ em ở Sea Island, Georgia ngay trước hội nghị thượng đỉnh G8 năm 2004.
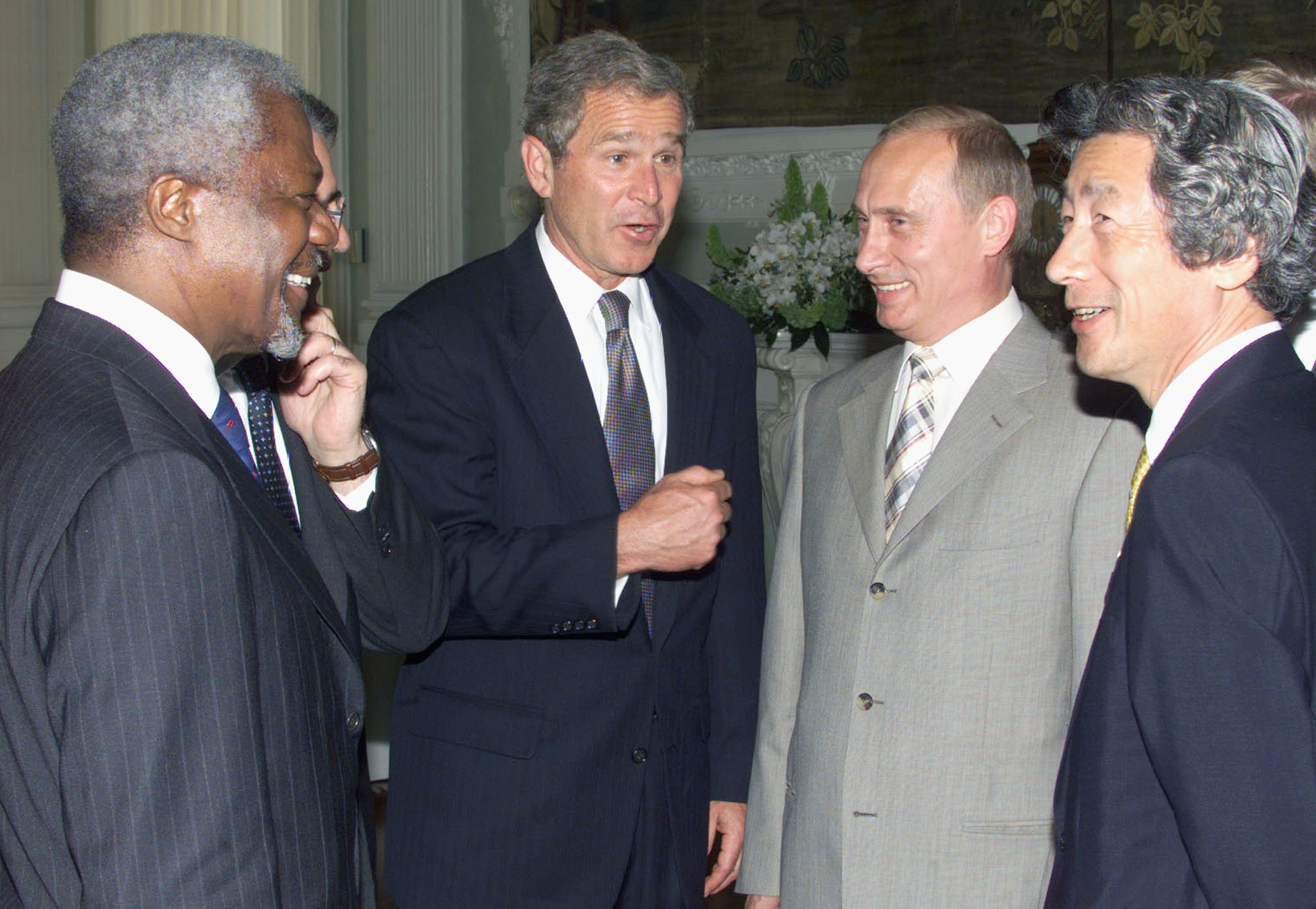
Koizumi với Kofi Annan, George W. Bush và Vladimir Putin, 20 tháng 7 năm 2001.
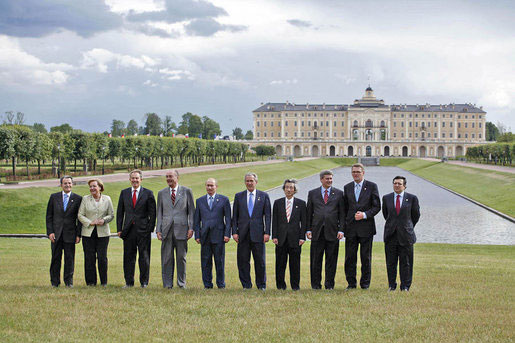
Koizumi cùng các nhà lãnh đạo thế giới tại Hội nghị thượng đỉnh G8 lần thứ 32 ở Strelna, Nga.
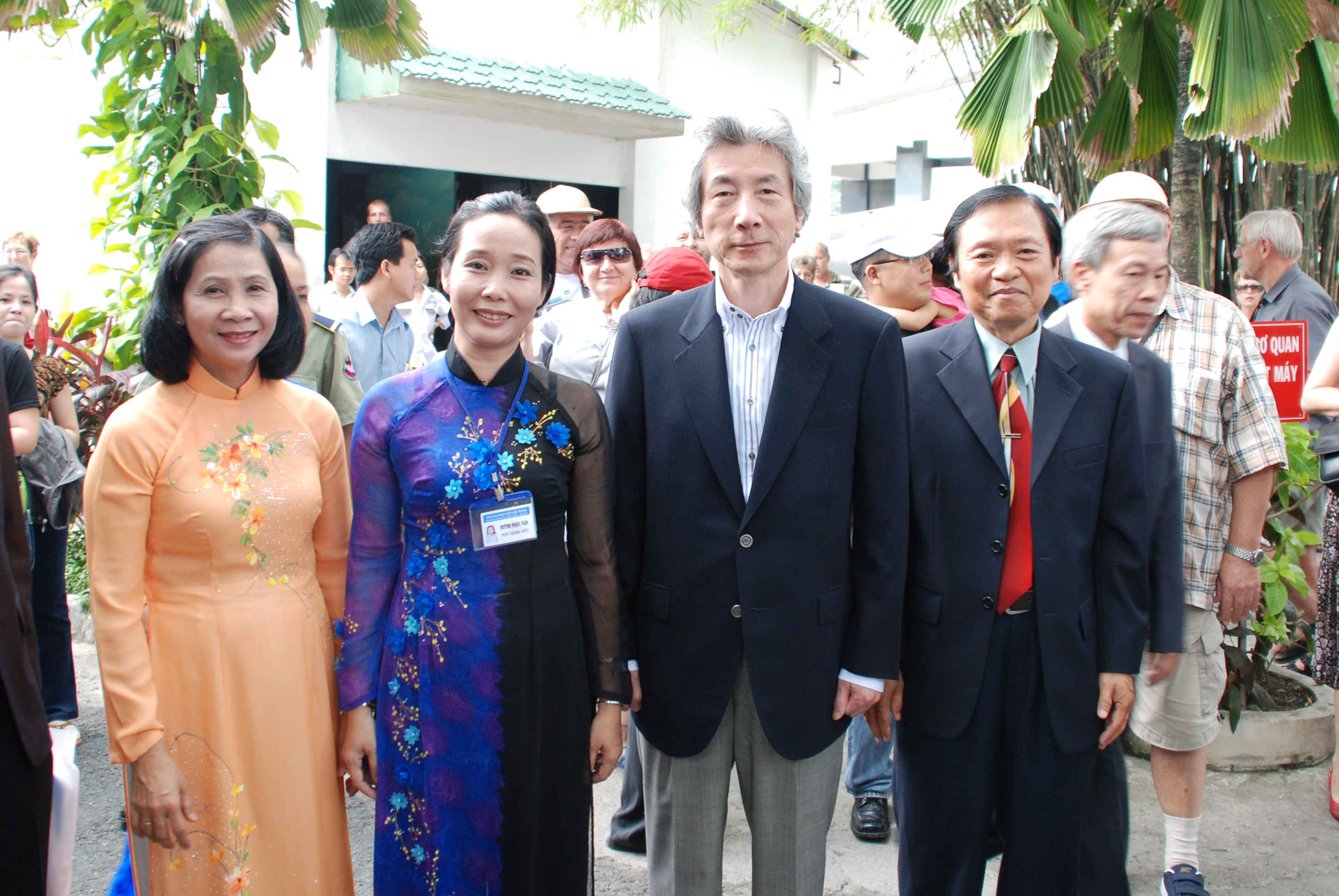
Koizumi tại Bảo tàng Chứng tích chiến tranh năm 2007.